# Vila Nova de Milfontes
Vila Nova de Milfontes is een plaats (freguesia) in de Portugese gemeente Odemira en telt 4258 inwoners (2001).